# 黃德洋
黃德洋（1538年—？），字以達，號振海，福建泉州府晉江縣人，民籍，明朝政治人物。

## 生平
隆慶元年（1567年）丁卯科福建鄉試第二十八名舉人。隆慶二年（1568年）中式戊辰科會試第二百三十三名，三甲第三百零五名進士。历官刑部主事，萬曆五年（1577年）八月升四川佥事、安綿兵备，八年正月升贵州右参议。

## 家族
曾祖黃炳；祖父黃廷基；父黃鉞，母曾氏。永感下。兄德潤。弟德渊。